# Operación Maremoto
La Operación Maremoto (en inglés, Operation Tidal Wave) fue un bombardeo aéreo por parte de las Fuerzas Aéreas del Ejército de los Estados Unidos (USAAF) con base en Libia en contra de nueve refinerías de petróleo en los alrededores de Ploiești, Rumania, el 1 de agosto de 1943, durante la Segunda Guerra Mundial. Fue una misión de bombardeo estratégico y parte de la "campaña del petróleo" para cortar el suministro de combustible y derivados del petróleo al Eje. La misión resultó en "ninguna reducción de la producción total", por lo que fue considerada un fracaso.
La misión fue la más costosa para las USAAF en el Teatro de Operaciones Europeo, perdiendo 53 aviones y más de 660 pilotos en la operación. Fue la peor derrota sufrida por las USAAF en una sola misión, y su fecha fue conocida después como "Domingo Negro" (en inglés, "Black Sunday"). Cinco Medallas de Honor y numerosas Cruces de Servicio Distinguido fueron otorgadas a los miembros de las tripulaciones de la Operación Maremoto.

## Preparaciones
Rumania había sido una importante potencia en la industria petrolera desde inicios del siglo XIX. Era uno de los productores más grandes en Europa y Ploiești era un importante centro de producción. En 1943, el petróleo crudo y refinado de los campos de Ploiești proveían un 35 % de todos los suministros del Eje.

### Defensas alemanas
En junio de 1942, 13 B-24 Liberator del Proyecto Halverson (HALPRO) atacaron Ploeisti. Aunque el daño fue menor, Alemania respondió instalando fuertes defensas antiaéreas alrededor de Ploiești. El general de la Luftwaffe Alfred Gerstenberg construyó una de las más pesadas y mejor integradas redes de defensas antiaéreas en Europa. Las defensas incluían varios cañones antiaéreos de 88 mm, de 105 mm (10,5 cm FlaK 38), y muchos más de menor calibre. Estos últimos estaban escondidos en pajares, vagones de ferrocarril, y edificios simulados. La Luftwaffe tenía tres grupos de cazas al alcance de Ploiesti (52 cazas Me 109 y cazas nocturnos Me 110, y algunos cazas rumanos IAR-80). Gerstenberg también contaba con advertencias de las señales de inteligencia interceptadas por la estación de la Luftwaffe en Atenas, la cual monitoreaba las preparaciones aliadas hasta el norte de África. Los alemanes estaban preparados para proteger sus refinerías de los B-24 estadounidenses.

### Plan de la misión
La Novena Fuerza Aérea (Grupos de Bombardeo 98.º y 376.º) fue responsable de la ejecución general del bombardeo, y la parcialmente formada Octava Fuerza Aérea proveyó tres grupos de bombarderos adicionales (44.º, 93.º y 389.º). Todos los bombarderos utilizados fueron B-24 Liberator.
El coronel Jacob E. Smart planeó la operación, según las experiencias de HALPRO. HALPRO había encontrado muy pocas defensas aéreas en su ataque; así que los planificadores decidieron ejecutar la Operación Maremoto durante el día, y que los bombarderos debían volar bajo para evitar su detección por parte de radares alemanes. El entrenamiento incluyó una revisión detallada de modelos, operaciones de práctica sobre un objetivo falso en el desierto de Libia y ejercicios prácticos sobre un número de objetivos secundarios en julio para probar la viabilidad de un ataque a tan baja altura. Los bombarderos a ser utilizados fueron reequipados con tanques de combusitble adicionales en el compartimiento de bombas para aumentar su capacidad de combustible a 3100 galones.
La operación consistiría de 178 bombarderos con una tripulación total de 1.751, una de las operaciones de bombarderos pesados estadounidenses con la mayor cantidad de hombres hasta la fecha. Los aviones debían volar desde las pistas de aterrizaje en Bengazi, Libia. Cruzarían el Mediterráneo y el mar Adriático, pasarían por la isla de Corfú, cruzarían los Montes Pindo en Albania, el sur de Yugoslavia, entrarían al suroeste de Rumania y virarían hacia el este en dirección de Ploiești. Al llegar a Ploiești, debía ubicar los puntos de encuentro pre determinados, acercarse a sus objetivos desde el norte y atacar a todos los objetivos en forma simultánea.
Por razones políticas, los planificadores aliados decidieron evitar la ciudad de Ploiești, para que no fuera bombardeada por accidente.

## Vuelo a Rumania

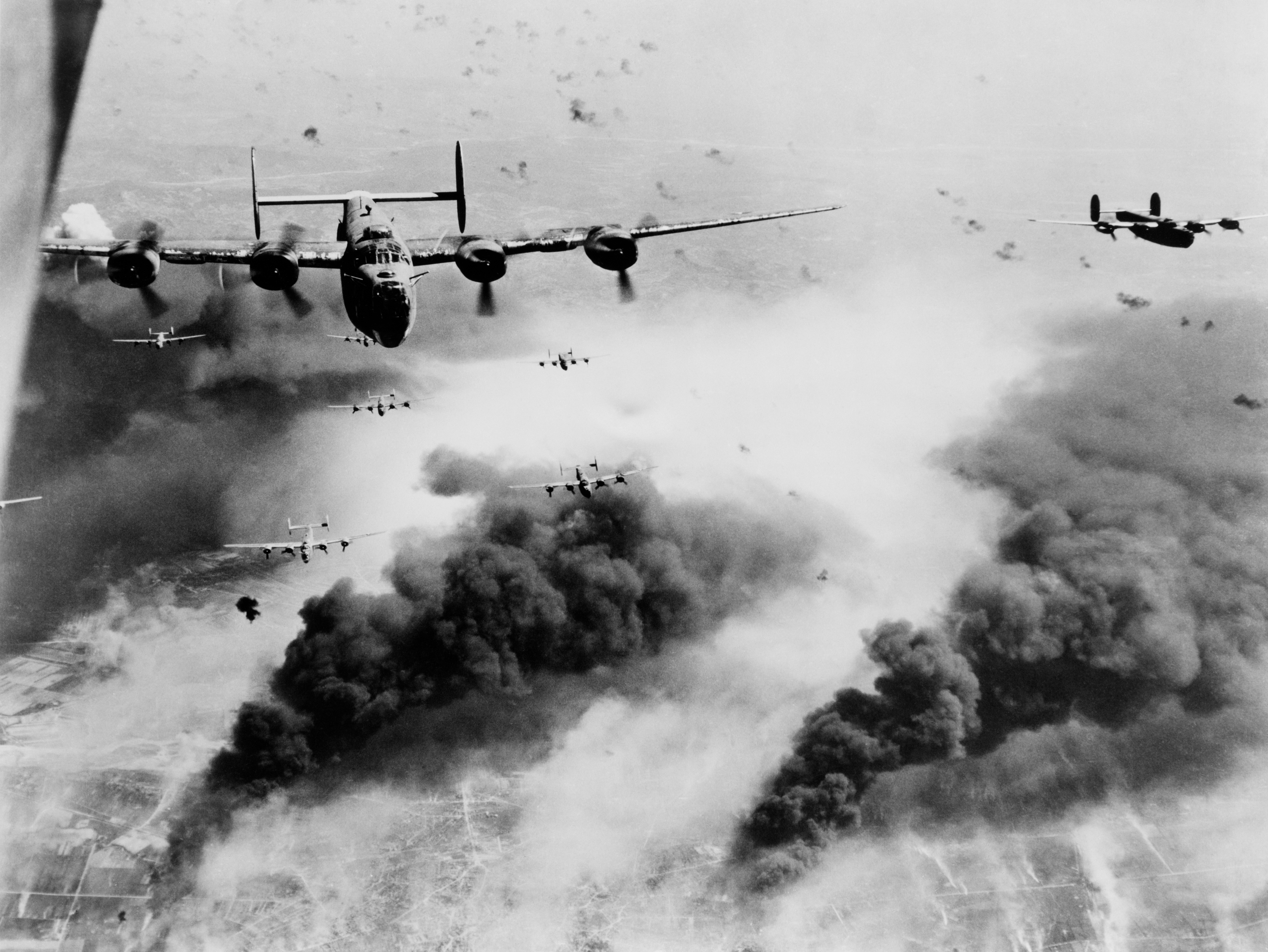
Escuadrilla de B-24D volando sobre Ploiești durante la Segunda Guerra Mundial.

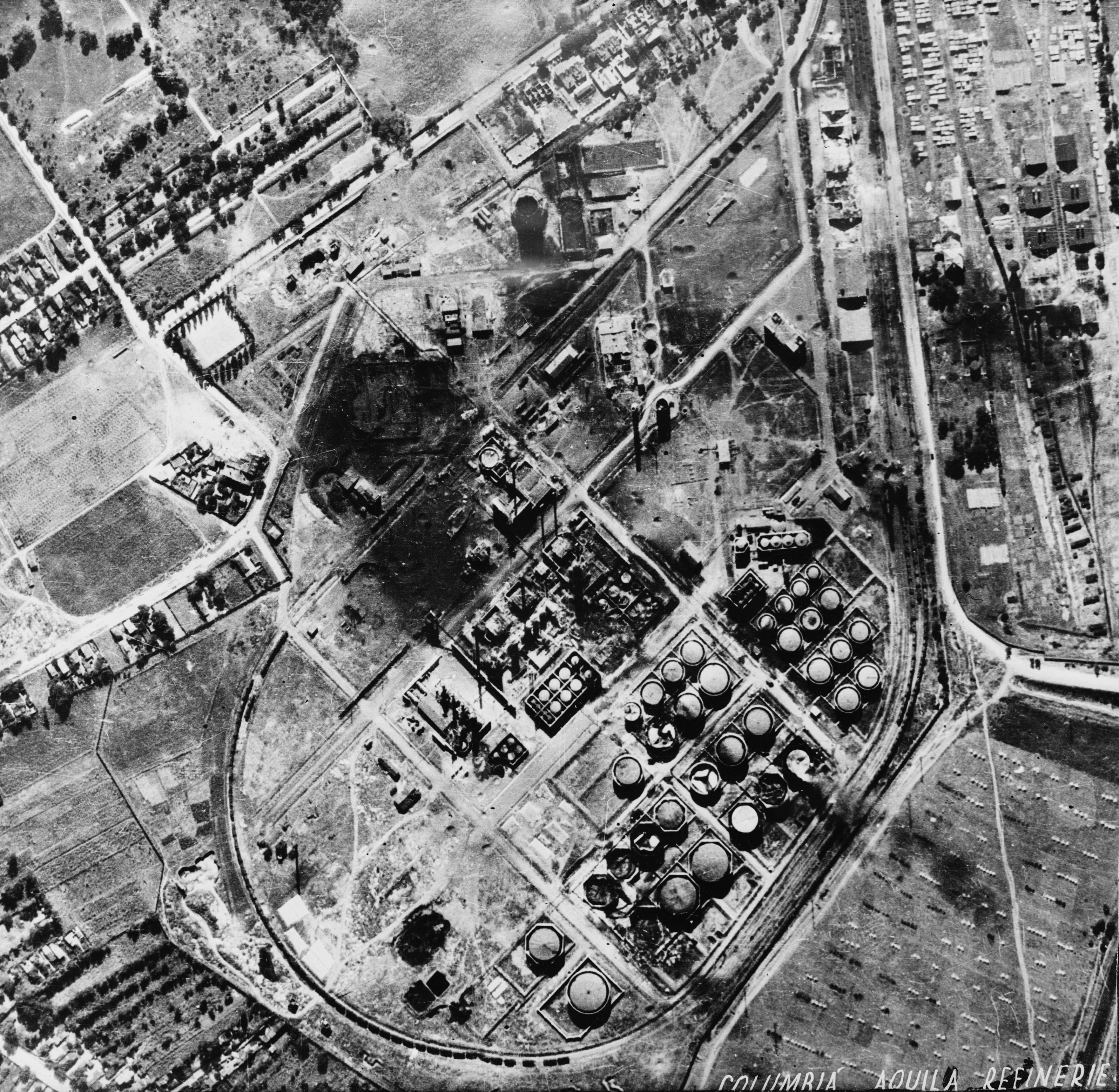
Refinería Columbia Aquila luego del bombardeo. Los cráteres dejados por las bombas son visibles, pero la refinería casi no sufrió daños.

En las primeras horas de la madrugada del 1 de agosto de 1943, los cinco grupos que formaban la fuerza de asalto comenzaron a despegar desde las pistas en los alrededores de Bengazi. Las grandes cantidades de polvo que fueron levantadas obstruyeron la visibilidad y pusieron una carga adicional a los motores ya sobrecargados con el peso de las bombas y el combustible adicional. Estas condiciones contribuyeron a la pérdida de un avión durante el despegue, pero 177 de los 178 finalmente partieron sin problemas adicionales.
La formación llegó al Mar Adriático sin más problemas; no obstante, el avión #28 "Wongo Wongo", parte del Grupo de Bombardeo n.º 376 (el grupo líder de aproximadamente 40 B-24s) y pilotado por el Teniente Brian Flavelle comenzó a volar en forma errática antes de caer sobre el mar debido a causas desconocidas. El Teniente Guy Iovine—un amigo personal de Flavelle y piloto del avión #23 Desert Lilly—descendió de la formación en búsqueda de sobrevivientes, salvándose por muy poco de una colisión con el Brewery Wagon piloteado por el Teniente John Palm. No observaron ningún sobreviviente, y debido al peso adicional del combustible, Iovine no pudo retomar su altura para volver a unirse a la formación y retomar el curso a Ploiești.
A la confusión resultante se le añadió la inhabilidad de retomar la cohesión debido al estricto silencio en comunicaciones de radio mantenido según el plan de la misión. Otras diez tripulaciones optaron por regresar a pistas aliadas luego del incidente y aquellos aviones que se quedaron tuvieron que enfrentarse al ascenso de los montes Pindo de más de 2700 metros, las cuales estaban cubiertas de nubes. Aunque los cinco grupos hicieron la subida a unos 3300 metros, los grupos 376 y 93, utilizando una configuración de alta potencia, comenzaron a perder su formación, causando variaciones en la velocidad y tiempo que afectó negativamente la sincronización de los ataques en grupo que Smart consideraba tan importantes. La posible amenaza a una ejecución exitosa se vio como un problema secundario para la seguridad operacional de la misión por parte del alto mando. Los líderes estadounidenses no tenían conocimiento de que, aunque no se conocían sus intenciones exactas, su presencia ya había sido detectada por parte de los alemanes. Aunque la necesidad de rearmar sus formaciones era clara y perfectamente dentro de la contingencia necesaria para romper el silencio en las comunicaciones, el ataque procedió sin ninguna corrección, una decisión que terminaría siendo costosa más adelante.
Aunque para ese entonces se encontraban retrasados en su viaje a Piteşti, los cinco grupos llegaron al punto de encuentro a 65 km de Ploiești. En Câmpina, el 389.º Grupo de Bombarderos partió según lo planeado para su llegada separada pero sincronizada sobre el objetivo de la misión. Continuando desde Piteşti, el Col. Keith K. Compton y el Gen. Ent tomaron una decisión navegacional que terminaría siendo costosa. En Târgovişte, a mitad de camino al próximo punto de encuentro en Floreşti, Compton siguió la línea de ferrocarril equivocada para su giro hacia Ploiești, poniendo a su grupo y al 93.er Grupo de Bombarderos del Tn. Col. Addison Baker en camino a Bucarest. En el proceso, Ent y Compton tomaron la decisión en contra de la opinión del navegador del avión y veterano del Proyecto Halverson (HALPRO), Harold Wicklund. Ante el inminente desastre, muchas tripulaciones decidieron romper el silencio en las comunicaciones para hacer notar el error en la navegación. Mientras tanto, ambos grupos volaron directamente sobre las extensas defensas aéreas de Gerstenberg en los alrededores de Bucarest, las cuales tendrían que enfrentar además de las que aún les estaban esperando en los alrededores de Ploiesti.

## Ataques
El Tn. Col. Bakery su copiloto, el Mayor John L. Jerstad, quienes ya habían completado todo un tour mientras estaban estacionados en Inglaterra, sucumbirían a los efectos del extenso sistema antiaéreo. Avanzando a través del intenso bombardeo defensivo, el daño a su aeronave obligó a Baker y Jerstad a lanzar sus bombas para poder mantener la formación sobre su objetivo en la refinería Columbia Aquila. Pese a fuertes bajas en el 93.º, Baker y Jerstad mantuvieron el curso y, una vez liberados, comenzaron a tomar altitud para alejarse. Al darse cuenta de que el avión ya no era controlable, ambos mantuvieron la subida para poder darle tiempo a la tripulación para que abandone la aeronave. Aunque ninguno sobreviviría, tanto Baker como Jerstad recibieron la Medalla de Honor en forma póstuma por mantener su exitoso vuelo sobre Columbia Aquila y por sus esfuerzos por salvar a la tripulación del Hell's Wench.: 77 
El Mayor Ramsay D. Potts, a bordo de The Duchess, y el Mayor George S. Brown, a bordo del Queenie, al encontrar una espesa humareda sobre Columbia Aquila, necesitaron elementos adicionales del 93.º y soltaron sus bombas exitosamente sobre las refinerías Astra Română, Unirea Orion y Columbia Aquila. En total, el 93.º perdió 11 aviones sobre sus objetivos en Ploiești. Uno de los bombarderos, Jose Carioca, fue derribado por un caza rumano IAR 80, el cual con una media vuelta se ubicó de cabeza debajo del B-24, llenando su panza con balas. El bombardero se estrelló sobre la Prisión para Mujeres de Ploiești. El edificio de tres pisos explotó en llamas, y solo 40 mujeres sobrevivieron el desastre. No hubo sobrevivientes de la tripulación del Jose Carioca.

### Concordia Vega y primeros ataques sobre Steaua Română
Las defensas aéreas era pesadas sobre el objetivo del 376.º (Română Americană), y el General Ent instruyó a Compton atacar "blancos de oportunidad". La mayoría de los bombarderos B-24 del 376.º bombardearon la refinería Steaua Română en Câmpina desde el este, y cinco se dirigieron directamente sobre la ya ardiente conflagración sobre la refinería Concordia Vega. En Câmpina, las defensas antiaéreas sobre las colinas aledañas pudieron disparar sobre la formación y los cazas IAR 80 derribaron aeronaves del 376.º.

### Ataques contra Astra Română y Columbia Aquila
Mientras los Grupos 93.º y 376.º estaban ocupados sobre el área del objetivo, el Coronel John R. Kane del Grupo 98.º de Bombardeo y el Coronel Leon W. Johnson del 44.º giraron según el plan en Florești y procedieron hacia sus respectivos objetivos en las refinerías Astra Română y Columbia Aquila. Ambos grupos encontrarían a las defensas rumanas y alemanas en alerta total y se enfrentaron a los efectos completos de los incendios petroleros, espeso humo, explosiones secundarias, y bombas de acción retardada lanzadas por el 93.º Grupo de Baker en su pasada anterior. Las trayectorias de ambos, paralelas a la línea de tren Florești-Ploiești, tuvieron la desafortunada suerte de encontrarse con los cañones antiaéreos de Gerstenberg camuflados a bordo de un tren. No obstante, los grupos 98.º y 44.º tuvieron la ventaja, y sus artilleros lograron destruir la locomotora y matar a varios equipos de defensa antiaéros.
Con los efectos de los bombardeos de los grupos 93.º y 376.º causando dificultades para ubicar y bombardear sus objetivos principales, tanto Kane como Johnson no se desviaron de sus objetivos iniciales, sufriendo fuertes bajas en el proceso. Su acercamiento a baja altura incluso hizo que los artilleros logren suprimir el fuego de los grupos de defensa antiaérea. Debido a su liderazgo y heroísmo, ambos recibieron la Medalla de Honor. El Tn. Cor. James T. Posey tomó 21 de los aviones del grupo 44.º en un ataque asignado por separado sobre la refinería Creditul Miner, justo al sur de Ploiești. Aunque las baterías de defensa antiaérea ya estaba muy ocupada con el 93.º, Posey fue recibido con fuerza por las mismas unidades. Manteniendo un constante vuelo a baja altura sobre el área objetivo recibió muchos disparos y sufrió daños por parte de obstrucciones de bajo nivel. Posey y sus aviones armados con bombas más pesadas lograron encontrar sus objetivos con éxito en Creditul Miner sin ninguna pérdida a su formación.

### Segundo ataque sobre Steaua Română
El último ataque de la Operación Maremoto bombardeó la refinería de Steaua Română (a 8 km al noroeste de Ploiești): 161  en Câmpina. El daño casuado por los ataques de los grupos 376.º y 389.º fue tan severo para la refinería que ésta no logró continuar su producción por el resto de la guerra.: 76  El 389.º perdió cuatro aviones sobre el lugar, incluyendo el B-24 Ole Kickapoo piloteado por el 2.º Tnt. Lloyd Herbert Hughes. Luego de que disparos alcanzaron al Ole Kickapoo a tan solo 30 pies sobre el objetivo, la detonación de las bombas lanzadas anteriormente hicieron que el combustible que estaba filtrando del B-24 se prendiera en llamas. Hughes mantuvo su curso para que el bombardero 2.º Tnt. John A. McLoughlin lance las bombas, y el B-24 posteriormente se aterrizó forzosamente en el lecho de un río.: 187  Hughes (quien recibió la Medalla de Honor en forma póstuma) y cinco miembros de la tripulación murieron, cuatro sobrevivieron el aterrizaje pero murieron a causa de sus heridas, y dos artilleros fueron capturados como prisioneros de guerra.

### Fuerza Aérea Búlgara
En su paso por Bulgaria, los B-24 fueron interceptados por tres grupos de cazas, 10 Me 109 de Karlovo, cuatro Avia B-534 de Bozhurishte y 10 Avia B-534 del aeropuerto de Vrashdebna (Sofía). Los pilotos Subteniente Peter Bochev (cinco victorias), el Capitán Tschudomir Toplodolski (cuatro victorias), el Teniente Stoyan Stoyanov (cinco victorias) y el Subteniente Hristo Krastev (una victoria) derribaron sus primeros aviones para la Fuerza Aérea de Bulgaria en la guerra. Los nuevos ases fueron condecorados después personalmente por el Zar Boris III de Bulgaria con la Orden de Valentía, la primera vez en 25 años. La embajada alemana los condecoró con Cruces de Hierro un mes después.

## Resultado
Solo 88 B-24 regresaron a Libia, de los cuales 55 sufrieron daños en combate.: 222  Entre las bajas estuvieron 44 aviones que sucumbieron a las defensas antiéreas y varios B-24 que se perdieron en el Mediterráneo o fueron internados (por ejemplo, algunos aterrizaron en la neutral Turquía). Algunos fueron redirigidos (por ejemplo, a la base aérea de la RAF en Chipre).: 196  Un B-24 con 365 agujeros de bala aterrizó en Libia 14 horas después despegar; su sobrevivencia se debió al armamento ligero de los Avia B-534 búlgaros (4 ametralladoras de 7,92 mm).